# Aciotis circaeifolia
Aciotis circaeifolia är en tvåhjärtbladig växtart som först beskrevs av Aimé Bonpland, och fick sitt nu gällande namn av José Jéronimo Triana. Aciotis circaeifolia ingår i släktet Aciotis och familjen Melastomataceae. Inga underarter finns listade i Catalogue of Life.